# José Zorrilla y Moral
José Zorrilla y Moral (Valladolid, 21 de febrer de 1817 - Madrid, 23 de gener de 1893), fou un poeta i dramaturg castellà.

## Biografia
Des de molt jove va ser aficionat a la literatura d'autors com Walter Scott, Fenimore Cooper, Chateaubriand, Alexandre Dumas, Victor Hugo, el duc de Rivas o Espronceda. Als 19 anys es va iniciar en la literatura freqüentant els ambients artístics i bohemis de Madrid. A la mort de Larra, José Zorrilla declama en la seva memòria un improvisat poema que li proporcionaria la profunda amistat d'Espronceda, i Hartzenbusch i fet i fet el consagraria com a poeta de renom. Va començar a escriure per als periòdics El Español i El Porvenir.
Va estar casat en dues ocasions. En el seu primer matrimoni amb Matilde Railly, la infelicitat va marcar la seva vida i el seu caràcter. Quan enviduà es va casar amb Juana Pacheco. Va residir a París on va mantenir amistat amb Victor Hugo, Théophile Gautier i George Sand (1846). Va passar onze anys de la seva vida a Mèxic sota la protecció i mecenatge de l'emperador Maximilià i després amb el govern liberal (1854-66).
La seva obra més coneguda és la peça teatral Don Juan Tenorio.

## Obres

### Lírica
- Religiosa (Ira de Dios, La Virgen al pie de la Cruz)
- Amorosa (Un recuerdo y un suspiro, A una mujer)
- Sentimental (La meditación, La luna de enero)
- Tradicional (Toledo, A un torreón)

### Èpica
- Los Cantos del Trovador (1840)
- Granada (1852)
- La Leyenda del Cid (1882) (Edición on-line por la Universidad de Toronto)

### Llegenda
- A buen juez, mejor testigo
- Para verdades el tiempo y para justicias Dios
- El capitán Montoya
- Margarita la tornera
- La pasionaria
- La azucena silvestre
- La princesa Doña Luz
- A la memoria de Larra

### Poemes dramàtics
- El zapatero y el Rey (1839 i 1842) (Edición on-line)
- Sancho García (1842)
- El puñal del godo (1843)
- Don Juan Tenorio (1844) (Edición facsímil)
- La Calentura (1847)
- Traidor, inconfeso y mártir (1849)